# Cover Orange
Cover Orange — игра для iOS, Android и flash, разработанная немецкой студией FDG Entertainment и выпущенная 16 ноября 2010 года. Это порт одноимённой игры Adobe Flash.

## Геймплей
На каждом уровне игрок должен размещать элементы сцены, чтобы изменить окружающую среду и защитить апельсины от кислотного дождя злого облака. Эти сценические элементы могут варьироваться любым образом, от треугольного блока до колючих шариков, которые разрушают лед, до самих апельсинов. Облако активируется последним размещенным элементом, поэтому после завершения настройки не происходит никаких изменений. Если игрок заставит апельсин упасть со сцены или попадет под кислотный дождь, он будет вынужден перезапустить уровень. Есть несколько звезд, которые игрок может получить, которые повышают их счет: одна для завершения уровня, одна для размещения всех элементов сцены в течение определённого времени, и одна для постукивания по звезде во время ливня кислотного дождя, когда он появляется.

## Прием
| Иноязычные издания | Иноязычные издания |
| Издание            | Оценка             |
| ------------------ | ------------------ |
| GamePro            | [ 5 ]              |
| IGN                | 8,5/10             |
| VideoGamer         | 8/10               |
| jeuxvideo.com      | 16/20              |
| toucharcade.com    | [ 9 ]              |
| Macworld           | [ 10 ]             |

Игра имеет метакритическую оценку 82 % по 8 критикам. Версия HD имеет рейтинг 85 %, основанный на 4 критиках.
SlideToPlay пишет: «Мы были впечатлены дизайном уровней, анимацией и креативностью Cover Orange HD. Это обязательная игра для iPad, особенно если вы любите другие великие физические головоломки, такие как Angry Birds и Cut the Rope». GamePro сказал: «Как и другие великие физические головоломки в App Store, Cover Orange последовательно добавляет множество вариаций в головоломки по мере развития игроков». Touch Arcade сказал: «Я знаю, что это не та же самая игра, но если вам нравятся Angry Birds и её подобные, я думаю, что Cover Orange будет того стоить — там просто происходит своего рода духовное сходство».